# Bambergen
Bambergen ist ein Ortsteil der Großen Kreisstadt Überlingen im westlichen Bodenseekreis im südlichen Baden-Württemberg. Der Ort liegt gut fünf Kilometer nordöstlich des Überlinger Stadtkerns.

## Geographie
Bambergen liegt an einer alten Weggabelung nach Owingen von der Straße Pfullendorf–Überlingen (heute L 200) in der, für das Hinterland des nördlichen Bodenseegebiets typischen durch Moränen geprägte, hügelige Drumlinlandschaft zwischen Überlingen und Owingen. Nördlich grenzt das Landschaftsschutzgebiet Lippertsreuter Umland an das Dorf, rund einen Kilometer südwestlich befindet sich der Andelshofer Weiher. Zur 631 Hektar großen Gemarkung von Bambergen gehören die Höfe und Wohnplätze Forsthaus Hohrain, Heffhäusle, Neuhof, Ottomühle, Reuthemühle und Schönbuch (seit 1928).
Bis auf die Gemeinde Owingen im Nordwesten ist Bambergen komplett von Überlingen (bzw. dessen Ortsteilen) umschlossen. Benachbarte Gemeinden oder Ortschaften sind (nördlich im Uhrzeigersinn): Ernatsreute (bis 1924 zu Bambergen, heute zu Lippertsreute), Lippertsreute, Überlingen (Gewerbegebiet), Andelshofen und Owingen.

## Geschichte

### Frühzeit
Mehrere Hügelgräber in der Nähe des Ortes (Hofgut Neuhof) deuten auf eine frühe Besiedlung im Holozän der späten Bronze- bzw. Eisenzeit, um die Zeit vom 8. bis 4. Jahrhundert v. Chr. hin.

### Villa rustica
Das Gebiet um Bambergen war auch in der Antike besiedelt, denn 1881 wurden im Nordwesten der Bamberger Gemarkung (im Gewann Heusteig, wie die Hügelgräber ebenfalls nahe dem Hofgut Neuhof) während landwirtschaftlicher Arbeiten zufällig verschiedene Reste einer römischen Villa rustica entdeckt, die wohl aus dem 2. oder 3. Jahrhundert n. Chr. stammt. Mehrere Grabungen in dieser Zeit folgten. Im städtischen Museum Überlingens sind heute noch Teile der Fundstücke erhalten.
Da Reste von römischen Gutshöfen (Villa rusticae) im nördlichen Bodenseegebiet und in Oberschwaben äußerst selten zu finden sind, zählt diese Villa rustica bei Bambergen (neben u. a. Bodman, Eigeltingen, Mindersorf oder Liggersdorf) zu einer der wenigen nachgewiesenen in dieser Region. Vor allem das westliche (Germania Superior) und südliche Bodenseegebiet (Schweiz und Österreich) in der römischen Provinz Raetia, war damals durch die Römer besiedelt, wie etwa Constantia (Konstanz), Arbor Felix (Arbon) oder Brigantium (Bregenz), die ungefähr von 200 bis 300 n. Chr. durch eine Seeuferstraße verbunden waren.
Zu Beginn der 2000er Jahre wurde in Zusammenarbeit der Archäologische Denkmalpflege und dem Pfahlbaumuseum Unteruhldingen genauere Untersuchungen an der Bambergener Villa durchgeführt. Luftbilder und geoelektrische Messungen zeigten dabei Mauerreste von sieben (teilweise) weit voneinander entfernten Gebäuden auf einer Grundfläche von ca. 1,7 Hektar auf. Das wohl als Wohngebäude genutzte erste Gebäude besaß die Maße von 22,3 m × 17 m und beinhaltete einen Hypokaustum mit Sandsteinpfeilern, auch Reste von Fußböden sollen noch erhalten sein. Das zweite, von dem die Grundmauern nur noch schemenhaft zu erkennen sind, hat eine Grundfläche von 678 m² und deutet auf die typische Gestalt einer Villa rustica, als Portikusbau mit Eckrisaliten, hin. Grabungssondagen am zweiten Gebäude brachten neben kleineren Fundstücken (u. a. Tierknochen, Keramikscherben aus Terra Sigillata und antiker Hausmüll) noch Schutt einer umgestürzten Mauer, eine äußere Mauerschale, Reste eines Verputzes mit rotem Fugenstrich sowie auf Gehrung bearbeitete Kalktuff-Blöcke zum Vorschein. Bei den restlichen fünf Gebäuden handelte es sich höchstwahrscheinlich um kleinere Nebengebäude. Bei Aushubarbeiten für den Neubau eines Gebäudes in der unmittelbaren Nähe des Gutshofs im Jahr 2003, wurden ebenfalls römische Funde gemacht, darunter eine kräftig profilierte Fibel (wohl aus dem 1. Jahrhundert n. Chr.) und ein ca. drei Zentimeter großer Kopf aus Bronze im Stil einer Theatermaske in Tragödiendarstellung.
Durch Bodenerosion und die jahrhundertelange Nutzung für den Ackerbau ist die Gesamtanlage der Villa rustica bei Bambergen jedoch in einem insgesamt sehr schlechten Erhaltungszustand. Um diese archäologisch bedeutsame Anlage zu sichern oder wenigstens weitere Befunde zu erfassen, müsste zumindest eine großflächige Prospektion durchgeführt oder das gesamte Areal ausgegraben werden, was bis heute (2018) nicht geschehen ist.

### Weitere Geschichte
In der Mitte des heutigen Ortes befand sich zur Zeit der Merowinger eine Niederungsburg (wahrscheinlich das Wasserschloss Bambergen)
, deren genauer Standort aber nicht bekannt ist (möglicherweise an der Stelle des späteren Rathauses, Flurname Burggraben) und oberflächlich nichts mehr erhalten ist. 1348/53 wurde sie das letzte Mal ausdrücklich genannt.
Der Ort Bambergen, dessen Namen entweder in der althochdeutschen Sprache (von „ban“) gebannter Berg oder aus dem alemannischen (von „bom“ oder „bem“) mit Bäumen bewachsener Berg, bedeutet, wurde im Jahr 1268 erstmals urkundlich erwähnt. Rund zehn Jahre später muss im Ort ein bischöflicher Lehenhof aus Konstanz bestanden haben, denn das Kloster Salem erwarb den Hof im Jahr 1279. Wiederum zehn Jahre später besaß das Kloster Reichenau Güter im Ort. Im 13./14. Jahrhundert war der Ort im Besitz derer von Regentsweiler. Durch die Familie erwarb 1352 das Überlinger Heilig-Geist-Spital zwei Drittel des Dorfes, den Rest bekam Salem, die Überlinger Johanniterkommende und das Konstanzer Domkapitel. Während der Reichsstadtzeit übte Überlingen die Niedergerichtsbarkeit und die Landeshoheit über Bambergen aus.
In den folgenden Jahrhunderten bildete Bambergen (seit 1550), neben Bonndorf, Denkingen, Sernatigen (heute Ludwigshafen) und Sohl (bei Großschönach), eines der Überlinger Spitalämter, zu denen auch die umliegenden Orte gehörten (darunter Deisendorf, Ernatsreute, Rickenbach und die Reutemühle). Im Dreißigjährigen Krieg brannte das Dorf nieder. Ab 1803 war Bambergen eigenständige Gemeinde im badischen Bezirksamt Überlingen (ab 1939 Landkreis).
Am 1. Juli 1971 wurde Bambergen als erster Ort seit 1928 (Andelshofen) Ortsteil der Stadt Überlingen. In der darauffolgenden Zeit wurde Bambergen durch Neubaugebiete deutlich vergrößert. 2018 feierte der Ort 750 Jahre Bambergen.

## Politik
Durch die Eingemeindung nach Überlingen wurden das Amt des Bürgermeisters und der Gemeinderat durch einen Ortsvorsteher und den Ortschaftsrat ersetzt. Seit Juli 2019 ist Daniel Plocher Ortsvorsteher.

### Wappen
Das Bamberger Wappen zeigt ein in schwarz und Silber geteiltes Schild, links drei gestürzte „Wolfangeln“ in Gold und rechts ein grünes Lindenblatt mit gespaltenem Stiel.

### Einwohnerentwicklung
Die Zahlen von 1852 bis 1970 beruhen auf Volkszählungsergebnissen.
| Jahr          | 1852 | 1871 | 1880 | 1890 | 1900 | 1910 | 1925 | 1933 | 1939 | 1950 | 1956 | 1961 | 1970 | 2014  |
| Einwohnerzahl | 291  | 190  | 181  | 168  | 176  | 152  | 179  | 205  | 180  | 222  | 212  | 224  | 309  | 700   |
| Quelle        |      |      |      |      |      |      |      |      |      |      |      |      |      | [ 7 ] |

## Religion
In der Bamberger Ortsmitte steht die römisch-katholische Marienkapelle aus dem 17. Jahrhundert mit spätgotischem Flügelaltar. Außerdem befindet sich in Bambergen eine Niederlassung (Lindenwiese) des freikirchlichen Bundes Evangelischer Täufergemeinden.

## Verkehr
Von Überlingen aus ist Bambergen von einer Abzweigung der Landesstraße 200 über die Kreisstraße7771 aus zu erreichen. Von Owingen aus führt die K7771 als Abzweigung der L205 nach Bambergen.
Bonndorf gehört dem Bodensee-Oberschwaben Verkehrsverbund (bodo) an und ist an das Überlinger Stadtbusnetz angeschlossen. Außerdem hält der Regiobus Donau Bodensee des Verkehrsverbunds Neckar-Alb-Donau (naldo) von Sigmaringen nach Überlingen am Ort.

## Sonstiges
In Bambergen befindet sich ein Dorfgemeinschaftshaus und die Privatschule Freie Heimschule Georgenhof nach der Pädagogik des Anthroposophen Rudolf Steiner.
Südöstlich von Bambergen befindet sich die Reutemühle, die bereits 1280 erstmals erwähnt wurde und bis ins 20. Jahrhundert als Getreide- und Ölmühle genutzt wurde. 1994 wurde dort der „Haustierhof Reutemühle“ eröffnet. Auf 50 Hektar Fläche können im Tierpark 180 verschiedene Tierarten besichtigt werden.